# Ko hodiš nad oblaki
Ko hodiš nad oblaki je drugi studijski album novomeške rock skupine Dan D, izdan leta 1999 pri založbi Helidon. 17. februarja 2010 je izšel ponatis.

## Seznam pesmi
Vse pesmi je napisal Tomislav Jovanović. Vsa besedila je napisal Jovanović, razen kjer je to navedeno.
1. »Polna luna« – 4:04
2. »Jutro je reklo« – 3:27
3. »V tebi izgorim« – 4:50
4. »Tvoje je vse« – 2:26
5. »Daj mi, daj« (Primož Žižek) – 3:28
6. »Tvoj« – 3:32
7. »Ostani tu« – 3:50
8. »Tomi, čuvaj se« – 2:26
9. »Ko hodiš nad oblaki« – 4:21
10. »Potnik brez imena« – 4:00
11. »Relativno hitro« – 2:51
12. »Smej se« – 4:12

## Zasedba

### Dan D
- Tomislav Jovanović - Tokac — vokal, spremljevalni vokali, akustična kitara, tolkala
- Dušan Obradinovič - Obra — bobni, spremljevalni vokali
- Marko Turk - Tučo — ritem kitara
- Aleš Bartelj - Bart — kitara, slide kitara
- Primož Špelko - Špela — bas kitara

### Ostali
- Borut Činč — Hammond orgle v »V tebi izgorim«, spremljevalni vokali
- ToxicPimps — vokali v »Relativno hitro«
- Primož Žižek — spremljevalni vokali v »V tebi izgorim«
- Boris Bele — izvršni producent
- Matjaž Sešek — oblikovanje
- Jure Moškon — fotografiranje
- Martin Žvelc — mastering